# Trichodiscula lesdainii
Trichodiscula lesdainii är en svampart som beskrevs av Vouaux 1910. Trichodiscula lesdainii ingår i släktet Trichodiscula, divisionen sporsäcksvampar och riket svampar.   Inga underarter finns listade i Catalogue of Life.